# Stenhomalus nugalis
Stenhomalus nugalis är en skalbaggsart som beskrevs av Holzschuh 1999. Stenhomalus nugalis ingår i släktet Stenhomalus och familjen långhorningar.
Artens utbredningsområde är Laos. Inga underarter finns listade i Catalogue of Life.